# Williamsport (Maryland)
Williamsport – miasto w Stanach Zjednoczonych, w stanie Maryland, w hrabstwie Washington.